# Diez
Diez – miasto w Niemczech, w kraju związkowym Nadrenia-Palatynat, w powiecie Rhein-Lahn, siedziba gminy związkowej Diez. W 2009 roku liczyło 10 708 mieszkańców.

## Współpraca
Miejscowość partnerska:
- Bad Düben, Saksonia